# Swebbtv
Swebbtv är en svensk mediekanal startad 2016.  Kanalen diskuterar olika ämnen med Mikael Willgert som programledare. I maj 2021 har över 800 program sänts.
Kanalen har beskrivit sig som partipolitiskt oberoende och kritisk mot Sveriges invandringspolitik. Programmet Medierna i Sveriges Radio beskrev den 2020 som en plats där "konspirationsteorier om Olof Palme och 11 september-attackerna blandas med timslånga diskussioner om migrationens konsekvenser" och av Svenska Dagbladet 2019 som "en invandringskritisk webb-tv-kanal som enligt Expo har kopplingar till extremhögern". Dagens Nyheter skrev i maj 2022 att den sänder "konspirationsteorier som överensstämmer med den ryska propagandan" i samband med Rysslands invasion av Ukraina 2022 vilket av Expo beskrevs som att sprida "Kremls narrativ rakt av".

## Historik

### Starten
Nyckelpersoner vid starten var Jan Sjunnesson och Mikael Willgert, båda medlemmar i sverigedemokraternas Stockholmsavdelning, där de var kontakpersoner för Kungsholmen-Spånga respektive Västerort, och där Sjunneson samtidigt var aktiv i Avpixlat. I december 2015 gjorde de ett första program, då utan namnet Swebbtv. Det var från Ånge och tog upp de många flyktingförläggningarna som etablerats där, Sjunnesson var programledare och Willgert producent. 
I april 2016 startade kanalen med nuvarande namn och sändning från studio i anslutning till en kampanj, som sverigedemokraterna drev mot planerade bostäder för flyktingar från den stora flyktingvågen 2015.  De försökte skapa opinion genom att filma politikernas dialogmöten och närboendes invändningar. Programmet hette ”Lördagsmorgon med Svensk Webbtelevision”. Jan Sjunnesson var programledare och Lennart Matikainen bisittare.

### Senare utveckling
På våren 2017, ett år efter starten, lades TV-projektet på is. Ett par månader senare startade Willgert verksamheten på nytt med program som "Lördagsintervjun" och serien ”Det stora bedrägeriet”.
År 2019 fick Swebbtv egen studio och antalet sändningar utökades. Man producerade program som "Fjärde statsmakten" med Lars Bern, "Erik och Matti" med Lennart Matikainen och Erik Berglund från Alternativ för Sverige samt "Swebbtv Nyheter" med Anita Bååth.

## Verksamhet
Kanalen drivs av Svensk Webbtelevision AB, som ägs av dess programledare Mikael Willgert. Kanalen finansieras med donationer och programmen sänds på Swebbtv:s egen webbplats samt även på Öppna Kanalen.
Kanalen bedriver opinionsbildning genom sina gäster och har bland andra gett plats för företrädare för Alternativ för Sverige och Sverigedemokraterna, men också för andra personer med kontroversiella åsikter.

### Youtubekanal
Swebbtv lade under flera år upp sina program på en youtubekanal. Efter att Google i juni 2019 skärpt reglerna för Youtube blev Swebbtv i augusti samma år avstängt från Youtube men fick komma tillbaka kort efteråt. Enligt Googles kommunikationsdirektör Mark Jansen var det ett misstag att ta bort hela kanalen.
Kanalen blev åter blockerad och raderad av Youtube i december 2020, på grund av brott mot Youtubes regler om rapportering om corona samt för hatretorik. Google hänvisade bland annat till följande:
- I programmet "Är corona ett iscensatt larm?" beskrevs corona som en vanlig årsinfluensa och påstods att statistiken konstruerats för att skrämma folk att låta vaccinera sig.
- I ett annat program hävdade en inringare att corona är en "plandemi", det vill säga  att pandemin skapats för att överta världsherraväldet och kontrollera mänskligheten, något som programledarna inte motsade.
- I ett avsnitt av "Matti och Katti" kallade programledaren Katerina Janouch afghaner för "ljugande skäggbarn".

Blockeringen uppmärksammades av flera debattörer, som problematiserade de sociala nätverkstjänsternas makt att själva sätta sina publiceringsregler.

## Bidrag
SwebbTV har under 2021 fått 1 MSEK i utvecklings- och innovationsstöd från Myndigheten för Press Radio och TV. Myndigheten har även beviljat redaktionsstöd med 351 tkr för år 2020 och 336 tkr för år 2021.